# Dolichopus genualis
Dolichopus genualis är en tvåvingeart som beskrevs av Van Duzee 1921. Dolichopus genualis ingår i släktet Dolichopus och familjen styltflugor. Inga underarter finns listade i Catalogue of Life.